# Norredine Bouyahyaoui
Norredine Bouyahyaoui arab. ‏نور الدين البويحياوي‎; (ur. 7 stycznia 1955 w Al-Kunajtirze) – były marokański piłkarz grający na pozycji obrońcy.

## Kariera klubowa
Norredine Bouyahyaoui podczas kariery piłkarskiej występował w klubie KAC Kenitra. Wywalczył z nim trzy mistrzostwa kraju w 1973, 1981 i 1982 roku.

## Kariera reprezentacyjna
W reprezentacji Maroka Norredine Bouyahyaoui grał w latach osiemdziesiątych.
W 1980 uczestniczył w przegranych eliminacjach do Mistrzostw Świata 1982. W 1984 uczestniczył w Igrzyskach Olimpijskich w Los Angeles.
W 1984 i 1985 roku uczestniczył w wygranych eliminacjach do Mistrzostw Świata 1986.
W 1986 roku uczestniczył w Mistrzostwach Świata 1986.
Na Mundialu w Meksyku Bouyahyaoui był podstawowym zawodnikiem i wystąpił we wszystkich czterech meczach Maroka z reprezentacją Polski, reprezentacją Anglii, reprezentacją Portugalii oraz reprezentacją RFN.